# Center Parcs de la forêt de Chambaran
Le Center Parcs des Chambaran ou Center Parcs de Roybon est un projet abandonné de Center Parcs, comprenant la construction d'un village de vacances de 990 cottages et d'un espace aqualudique sur une superficie de 203 ha. L'ensemble devait être situé dans le bois des Avenières, sur les hauteurs de Roybon en Isère sur le plateau de Chambaran.
Le projet était soutenu par la commune de Roybon, la communauté de communes du Pays de Chambaran, le conseil départemental et le conseil régional, et une majorité des habitants de Roybon qui y voyaient un levier majeur de développement économique et touristique. Mais il a rencontré l'opposition de diverses associations de protection de la nature et de l’environnement, dont la FRAPNA Isère, qui a dénoncé, en s'appuyant sur le résultat de l'enquête publique, l’impact néfaste de ce futur complexe touristique sur l’environnement de ce secteur boisé et de sa zone humide. Pour Pierre & Vacances-Center Parcs l’impact environnemental sera réduit au maximum et maîtrisé avec la prise en compte des zones humides dès le début du projet.
Le groupe a abandonné le projet en juillet 2020.

## Projet

### Caractéristiques
Le groupe Pierre & Vacances-Center Parcs prévoyait la construction d'un village de vacances de 990 cottages et d'un espace aqualudique chauffé à 29 °C en permanence avec des plantes tropicales, sur une superficie de 203 ha. Plus de trente activités de sports et de loisirs, intérieures et extérieures, y auraient été proposées. La capacité d'hébergement du site devait être d’environ 5 500 lits. Le projet devait inclure 2 088 places de parking et devait accueillir 380 000 visiteurs par an. Il devait créer 697 emplois directs (et 1 500 pendant la phase de chantier) correspondant à 468 équivalents temps plein, pour un investissement total de 387 millions d'euros.

### Site

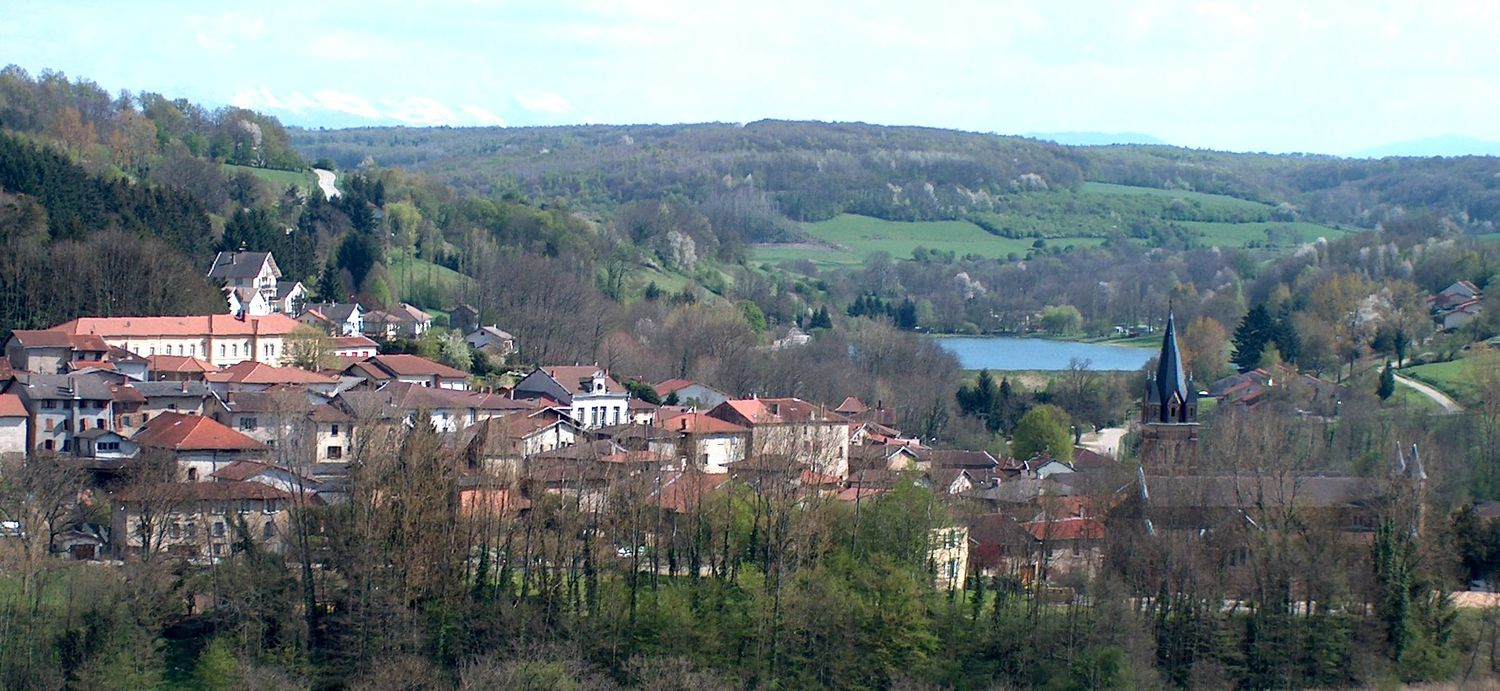
Le village de Roybon, avec au fond à droite, le bois des Avenières.

Le site ciblé se situe sur le plateau de Chambaran dans le Bois des Avenières, sur les hauteurs de la commune de Roybon en Isère.
Il est inclus dans une ZNIEFF (zone naturelle d'intérêt écologique, faunistique et floristique) de type II, ensemble géographique étendu, dont les équilibres généraux doivent être préservés sans exclure la réalisation d’aménagements sous réserve du respect des écosystèmes généraux,, mais pas dans une ZNIEFF de type I (secteur de grand intérêt biologique ou écologique). Il est toutefois situé à proximité d'une ZNIEFF de type I et de sites du réseau Natura 2000. Le lieu est aussi considéré comme ayant une valeur patrimoniale de par la présence sur le site de zones humides selon le critère du sol,.

### Financement
Selon l'analyse présentée par la commune aux habitants et aux élus, les collectivités territoriales auraient participé au financement du projet pour un montant de 37,4 millions d'euros sous forme de subventions appelées « aides à l'intégration du Center Parcs » : 
- 19,4 M€ pour les travaux d'adduction d'eau et d'assainissement, dont 7 par le conseil départemental de l'Isère, 7 par la Communauté de communes Bièvre Chambaran et 5,4 par le syndicat intercommunal des eaux de la Galaure ;
- 7 M€ par le conseil régional d'Auvergne-Rhône-Alpes pour l’insertion et la formation professionnelles de personnes à faible qualification (1,5 M€), le développement des énergies renouvelables (3,5 M€), le soutien à la structuration de la filière bois (1 M€) et la promotion du tourisme local et régional (1 M€)[14] ;
- 7 M€ par le conseil départemental pour l'acquisition en nue-propriété de certains équipements structurants (accès principaux, voies et réseaux, partie de la forêt, etc.)[15] ;
- 4 M€ par la commune de Roybon pour la construction d'un contournement routier du village.

Le Conseil régional en avril 2016 a voté une subvention de 4,7 millions d'euros en faveur du projet dans le cadre de son budget 2016. La délibération attribuant cette subvention a été annulée le 22 mai 2018 par le tribunal administratif de Lyon.
D'autre part, selon l'association PCSCP, les avantages fiscaux consentis aux acquéreurs des cottages auraient un coût de 74,6 M€ pour les finances de l'État :
- 27,15 M€ au titre du dispositif Censi-Bouvard ;
- 47,46 M€ au titre de remboursement de TVA[19].

Selon Center Parcs, les financements n'auraient pas affecté la fiscalité locale ni les habitants puisqu'il se serait agi de prélever pendant quelques années sur les recettes apportées par la présence du parc (le projet prétendait générer une taxe d'aménagement de 3,2 millions d'euros, et presque autant de taxe annuelle, une fois le projet en fonctionnement).

## Historique

### 2007 - 2013
Située dans une zone rurale reculée, la commune de Roybon connaît dans les années 2000, une diminution de sa population, avec une population vieillissante. De plus, la commune s'endette fortement construire un nouveau déversoir pour le barrage de l’Aigue noire sujet à des problèmes d'étanchéité. En réaction, à cette situation, l'équipe municipale est en quête d'un projet de développement économique. Un projet de décharge lancé par le Conseil général de l'Isère est rejeté avant que le projet de Center Parcs soit proposé
Le projet de Center Parcs est lancé en 2007 et fait l'objet de plusieurs mesures administratives :
- modification du schéma directeur d’aménagement de la région urbaine grenobloise en 2009[6] ;
- révision simplifiée du plan local d'urbanisme (PLU), approuvée le 3 mai 2010 par le conseil municipal de Roybon[9] ; un recours contre cette révision est fait en juillet 2010 ; le tribunal administratif de Grenoble s'oppose à cette révision en juin 2011, puis  la cour d'appel administrative de Lyon valide celle-ci en avril 2012[6] ;
- autorisation de défrichement au titre du code forestier, délivrée par le préfet de l’Isère 12 juillet 2010[21],[9], puis une seconde fois en avril 2013[6] ;
- permis de construire, accordé le 27 juillet 2010 par le maire de Roybon, qui suscite un premier recours en septembre 2010, puis un second en février 2012, avant que le permis de construire soit acté définitivement en janvier 2013[6] ;
- différents travaux d'aménagement en rapport avec le projet, comme un forage pour capter de l'eau et des canalisations, qui sont également l'objet de batailles juridiques à partir de novembre 2011[6].

### 2014
Lors de l'enquête publique du 16 avril au 28 mai 2014, la commission d'enquête émet un avis défavorable en raison de la superficie des zones humides détruites (de 110 à 120 hectares, contre 76 selon Center Parcs), et de la perte de continuité hydraulique et écologique des zones non défrichées. Le rapport de la commission d'enquête note également la faiblesse et la dispersion des mesures compensatoires, situées sur des zones humides déjà existantes, mais seulement dégradées, et l'impact potentiel des vidanges du centre aquatique (dont l'eau serait à 29 °C) sur la faune.
Le 3 octobre 2014, le préfet Richard Samuel s’appuie sur un avis favorable du conseil départemental de l'environnement et des risques sanitaires et technologiques relativement à la loi sur l’eau pour autoriser le démarrage des travaux. Il estime que le public a été très largement consulté sur le projet, cinq enquêtes publiques ayant été organisées depuis 2009 qui ont permis aux habitants de la région de s’exprimer. 
La construction commence en octobre 2014 avec l'objectif d'être achevée en 2017. Entre octobre et décembre 2014, 40 hectares sont défrichés sur les 80 annoncés (soit 0,2 % de la superficie totale du massif forestier des Chambaran), malgré plusieurs interruptions des travaux en décembre liées aux contestations, ainsi qu'à l'occupation d'une maison forestière par des opposants qui ont constitué une ZAD.
En réponse à un recours en référé déposé par la Fédération de la Drôme pour la pêche et la protection du milieu aquatique, le tribunal administratif de Grenoble suspend le 23 décembre 2014 l'arrêté préfectoral du 3 octobre précédent, au titre de la loi sur l'eau et les milieux aquatiques qui avait délivré une autorisation de travaux à la société Roybon Cottages. Il estime qu'un doute existe « quant à la suffisance des mesures prévues par l'arrêté pour compenser la destruction de zones humides qu'entraînera la réalisation du projet », ainsi que sur « la légalité de cet arrêté, en raison de l'absence de saisine de la Commission nationale du débat public sur le projet de Center Parcs, laquelle est obligatoire pour les équipements touristiques dont le coût estimatif excède 300 M€. »

### 2015
Cette décision empêche la reprise des travaux tant que le tribunal ne se sera pas prononcé sur le fond. L'audience est alors prévue pour le 2 juillet 2015,. Le nouveau préfet de l'Isère, Jean-Paul Bonnetain, indique le 1er avril 2015 que les militants « zadistes » ne seront pas évacués par les forces de l'ordre tant que le contentieux juridique ne sera pas purgé.
Le juge des référés du tribunal administratif rejette par ailleurs le même jour trois recours visant l'arrêté préfectoral du 16 octobre autorisant la destruction d'espèces protégées et de leurs habitats. Il estime qu'aucun doute sérieux ne pèse sur la légalité de cet acte. Ces trois recours avaient été déposés par la Fédération Rhône-Alpes de protection de la nature (FRAPNA), la Fédération de la Drôme pour la pêche et la protection du milieu aquatique et l'association Pour les Chambaran sans Center Parcs (PCSCP).
Le 3 avril 2015, le Conseil d'État déboute l'association PCSCP qui contestait la décision du juge des référés du tribunal administratif de Grenoble qui avait refusé de suspendre l'arrêté du 16 octobre 2014. Le 18 juin suivant, le Conseil d'État annule la suspension des travaux qui avait été prononcée le 23 décembre 2014 par le  tribunal administratif de Grenoble.
Le 2 juillet 2015, le tribunal administratif de Grenoble examine au total cinq recours en annulation concernant les deux arrêtés préfectoraux contestés par les opposants au projet. Au cours de l'audience, le rapporteur public recommande au tribunal l'annulation totale immédiate et rétroactive de l'arrêté du préfet de l'Isère du 3 octobre 2014 autorisant le projet. Selon lui, cet arrêté doit être considéré comme illégal pour deux raisons : l'absence de saisine de la Commission nationale du débat public (CNDP) et l'insuffisance des mesures compensant la destruction de zones humides. Dans sa décision rendue le 16 juillet, le tribunal administratif annule l'arrêté préfectoral de construction du Center Parcs en suivant l'avis du  rapporteur public,. Le groupe Pierre & Vacances annonce son intention de faire appel « convaincu du bien-fondé économique et environnemental du projet sur lequel il est engagé depuis sept ans »,,.
Parallèlement à son appel de la décision du tribunal administratif de Grenoble du 16 juillet, Pierre & Vacances dépose auprès de la cour administrative d'appel de Lyon une demande de suspension du jugement en attendant une décision sur le fond. De son côté, la FRAPNA fait appel d'un autre jugement du tribunal administratif qui a validé l'arrêté préfectoral autorisant le projet sur son volet protection des espèces protégées.

### 2016
Le 14 avril 2016, le conseil régional d'Auvergne-Rhône-Alpes adopte, dans le cadre de son budget 2016, une subvention de 4,7 M€ en faveur du projet, malgré la suspension du chantier par la justice administrative.
Le 16 décembre 2016, la cour administrative d'appel de Lyon confirme l’illégalité de deux des trois arrêtés préfectoraux qui permettaient le démarrage des travaux. Le groupe Pierre et Vacances décide de se pourvoir auprès du Conseil d'État.

### 2017
Le 13 octobre 2017, le Conseil d'État confirme une décision de la cour d’appel de Lyon, obligeant Pierre & Vacances à revoir l’évacuation des eaux usées qui devait traverser des terrains instables et des zones humides sur 27 km sans que l'étude d'impact demandée par la Dreal ait été réalisée.

### 2018
Le 22 mai 2018, le tribunal administratif de Lyon annule la délibération du 14 avril 2016 du conseil régional d'Auvergne-Rhône-Alpes attribuant une enveloppe de 4,7 M€ au projet.
Le 3 juillet, alors que l’autorisation de défrichement arrive à échéance, un décret est pris par le premier ministre Edouard Philippe et le ministre de l’agriculture Stéphane Travert qui modifie un article du code forestier, permettant de proroger la validité des autorisations de défrichement de 5 ans maximum en cas de recours,. Ainsi le préfet de l’Isère, Lionel Beffre, peut-il prendre un arrêté le 9 juillet 2018 prorogeant l’autorisation de défrichement jusqu’au 12 juillet 2020. Le décret du 3 juillet 2018 et l’arrêté du 9 juillet 2018 font l’objet d’un recours gracieux en annulation de la FRAPNA.
Le 21 novembre, le Conseil d'État casse l'arrêt de la cour administrative d'appel de Lyon qui avait annulé le 16 décembre 2016 l'arrêté préfectoral du 3 octobre 2014 autorisant la construction. Le Conseil d'État considère que la cour administrative d'appel avait commis une « erreur de droit » en omettant « de confronter l’autorisation litigieuse à l’ensemble des orientations et des objectifs fixés par le schéma directeur d’aménagement et de gestion des eaux 2016-2021 du bassin Rhône-Méditerranée. » Il décide aussi de rejeter les  conclusions présentées par différentes associations de protection de la nature et de protection du milieu aquatique, et les condamne à verser la somme globale de 3 000 euros à la SNC Roybon Cottages. Le dossier doit  donc être rejugé par la cour administrative d'appel de Lyon.

### 2020
Le groupe Pierre & Vacances abandonne le projet en juillet,. La ZAD est dispersée le 13 octobre suivant. Suite à des déprédations commises par trois individus sur la mairie et plusieurs commerces de Roybon dans la nuit du 2 au 3 décembre, des habitants et élus locaux soupçonnent l'implication d'anciens zadistes.

## Contestations et soutiens du projet
Les opposants au projet craignent la destruction de 92 ha de forêt, une mise en péril de la faune et de la flore et dénoncent des irrégularités au regard de la loi sur l'eau et les milieux aquatiques de 2006 et les subventions versées par les collectivités,. Ils sont confortés par l'avis défavorable unanime rendu par les trois commissaires de l'enquête publique et la contestation s'intensifie à la fin de l'année 2014, malgré un soutien économique local au projet,. Ainsi le 6 décembre 2014, une manifestation de soutien se tient à Roybon et réunit environ 2 000 personnes, alors que la manifestation de la veille regroupant les opposants au projet n'a réuni que 400 personnes.
Si une large partie des natifs de la commune soutiennent le projet de Center-Parcs, notamment le maire de la commune, pour revaloriser économiquement la commune, certains habitants récemment arrivées dans la commune en quête de calme, y sont opposés. L'association Pour les Chambaran sans Center Parcs (PCSCP), créée en décembre 2009, regroupe ces opposants aux côtés de la Fédération Rhône-Alpes de Protection de la Nature et de la Fédération de la Drôme pour la pêche et la protection des milieux aquatiques. La présence physique d'une ZAD à partir de 2014 est peu soutenue par la population locale.
Selon l'association PCSCP, chaque emploi créé aurait coûté près de 240 000 € à la collectivité, soit 15 fois plus que les emplois d'avenir. L'association aboutit à cette conclusion en divisant le montant des subventions qui seraient versées (37,4 millions d'euros), auquel elle ajoute les réductions fiscales estimées (74,61 millions d'euros) par le nombre d’équivalents emplois à temps plein (468), soit un montant de 239 338 € par emploi créé.
Pour Pierre & Vacances-Center Parcs, ce calcul est dépourvu de sens, car il ne prend pas en compte les multiples retombées économiques, comme celles qui ont par exemple été mesurées pour le Center Parcs de Moselle par l’INSEE à hauteur de 30 millions d’euros par an pour le seul département.
L’association Vivre en Chambaran, créée en mai 2012, a pour but d'apporter un soutien au processus de développement économique et touristique des Chambaran. Elle défend le projet de Center Parcs et organise diverses actions et manifestations de soutien.